# Pusillina kazakhstanica
Pusillina kazakhstanica là một extinct loài fossil ốc biển, là động vật thân mềm chân bụng sống ở biển trong họ Rissoidae.
This species of snail existed in what is now Kazakhstan during the Eocene period. Nó được miêu tả bởi O. V. Amitrov năm 2010.